# 米沢市立三沢西部小学校
米沢市立三沢西部小学校（よねざわしりつ みさわせいぶしょうがっこう）はかつて山形県米沢市にあった公立小学校。

## 教育目標
- 「ふるさとに学び、心豊かにたくましく、夢に向かって未来を拓く田沢っ子の育成」[1]

## 沿革
- 1922年（大正11年） - 開校
- 1954年（昭和29年）11月1日 - 米沢市との合併で米沢市立三沢西部小学校に改称
- 2023年（令和5年）3月 - 西部小学校との統合に伴い廃校[2]

## 通学区域
- 大字口田沢(西部小学校通学区域を除く。)、大字神原、大字入田沢[3]

## 進学先中学校
- 公立学校は、第三中学校へ進学[3]。